# Bona esposa, mare sàvia
Derivat d'un paper tradicional idealitzat per a les dones, la frase de quatre caràcters Bona esposa, mare sàvia (japonès: 良妻賢母 ; hepburn: ryōsai kenbo ; xinès: 賢妻良母/賢母良妻 ; pinyin: xián qī liáng mù/xián mù liáng qī) va ser creat per Nakamura Masanao (中村 正直) el 1875.
Aquesta frase va representar l'ideal per a la dona a la zona de l'Àsia oriental, com el Japó, la Xina i Corea a finals del 1800 i principis del 1900, i els seus efectes continuen fins als nostres dies. S'esperava que les dones dominessin habilitats domèstiques com la costura i la cuina, així com desenvolupessin habilitats morals i intel·lectuals per criar fills forts i intel·ligents pel bé de la nació.
Tenir fills es considerava un «deure patriòtic» i, tot i que al Japó aquesta filosofia va declinar després de la Segona Guerra Mundial, les historiadores feministes han argumentat que existia al Japó fins i tot recentment a la dècada del 1980.
Aquesta visió tradicional es compartia de la mateixa manera a la societat xinesa al començament de la dècada del 1900, i en nombroses ocasions va ser criticada per acadèmics xinesos com Lu Xun (魯迅) i Zhu Ziqing (朱自清).

## Xina
Tradicionalment a la societat feudal xinesa, una dona ha de considerar la família del seu marit més important que la seva. Aquest sentiment és freqüent fins als nostres dies, sobretot a les zones rurals. La relació entre la sogra i la nora i la relació entre pare i fill és més important que la relació entre marit i dona. Una dona sempre ha de ser submisa al seu marit i no pot ser ni ofensiva ni gelosa. El marit té deures fora de casa i l'esposa a dins, i cap dels dos ha de conèixer ni interferir en les tasques de l'altre. Per complir el paper de «bona esposa, mare sàvia», la dona ha d'educar els seus fills en conseqüència. Com que les famílies xineses posen èmfasi en la prosperitat, una dona no només ha de ser fecunda, sinó que ha de tenir fills i educar-los perquè tinguin èxit en la societat.

## Japó
La frase «bona esposa, mare sàvia» va aparèixer a la darrera part del període Meiji a finals del segle xix. Durant la Segona Guerra Mundial es va utilitzar per a promoure polítiques estatals conservadores, nacionalistes i militaristes i a ajudar a una economia capitalista en desenvolupament. Des de finals de la dècada del 1890 fins al final de la Segona Guerra Mundial, la frase va esdevenir cada vegada més freqüent en els mitjans de comunicació de masses i en nivells superiors d'escoles de noies públiques i privades. Durant la dècada del 1890, la «bona esposa i la mare sàvia» només s'ensenyava als nivells superiors on hi assistien noies d'elit i de classe alta. Es va introduir al currículum de les escoles primàries quan va sortir la revisió del 1911 dels llibres de text d'ètica.
Es va ensenyar a les dones a complir aquest paper a causa del nacionalisme. L'Imperi japonès volia evitar la invasió occidental. Quan els països occidentals realitzaven millores en els drets socials de les dones, com ara el sufragi, el Japó tot just començava a enfrontar-se als moviments femenins. El Japó va intentar establir el paper de la dona i controlar els nous moviments socials mitjançant una educació regularitzada i prohibint els drets socials i polítics.

## Ús de la frase
Actualment, la frase té significats contradictoris. Tot i que algunes persones l'utilitzen per referir-se a una dona és una bona esposa i mare, moltes altres la fan servir per criticar els prejudicis contra les dones. De fet, la frase va ser despectiva en el seu origen. Els darrers anys han estat testimonis d'una tendència despectiva.

## Crítiques
Per a les feministes, la idea de «Bona esposa, mare sàvia» dissimula la intenció real de negar l'equitat de les dones en educació, professió i matrimoni.